# Guatteria latipetala
Guatteria latipetala este o specie de plante angiosperme din genul Guatteria, familia Annonaceae, descrisă de Robert Elias Fries. Conform Catalogue of Life specia Guatteria latipetala nu are subspecii cunoscute.